# Lysimachia platypetala
Lysimachia platypetala là một loài thực vật có hoa trong họ Anh thảo. Loài này được Franch. mô tả khoa học đầu tiên năm 1888.